# Ramaria dolomitica
Ramaria dolomitica är en svampart som beskrevs av Franchi & M. Marchetti 2000. Ramaria dolomitica ingår i släktet Ramaria och familjen Gomphaceae.   Inga underarter finns listade i Catalogue of Life.